# Treignes
Treignes (wallonisch Tregne) ist eine von acht Ortschaften, die zusammen die Gemeinde Viroinval in der Provinz Namur im wallonischen Teil Belgiens in der Französischen Gemeinschaft Belgiens bilden.
Vor der Gemeindefusion von 1977 war Treignes – Village des Musées (das Dorf der Museen) – eine selbstständige Gemeinde.

## Geschichte

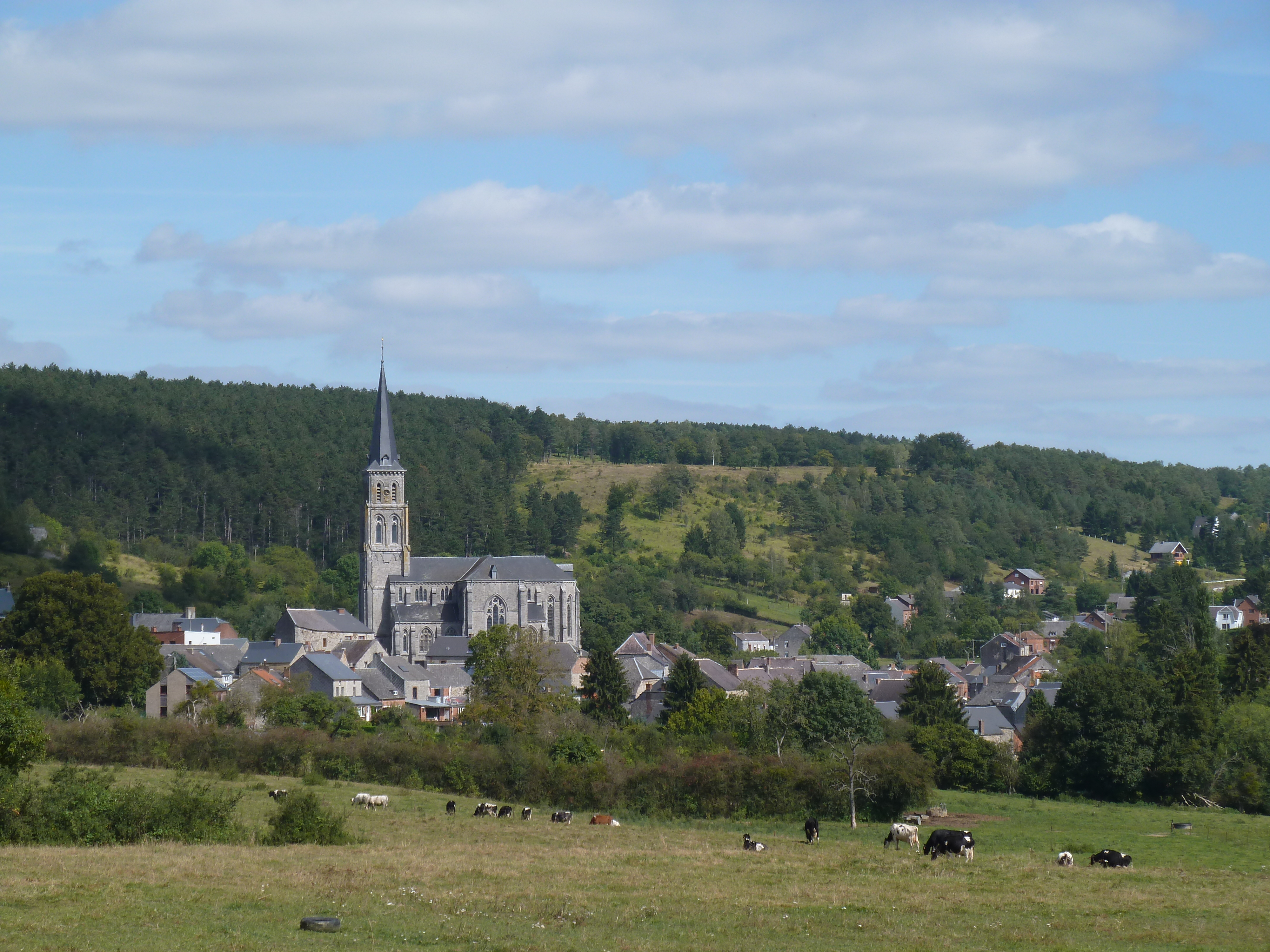
Treignes

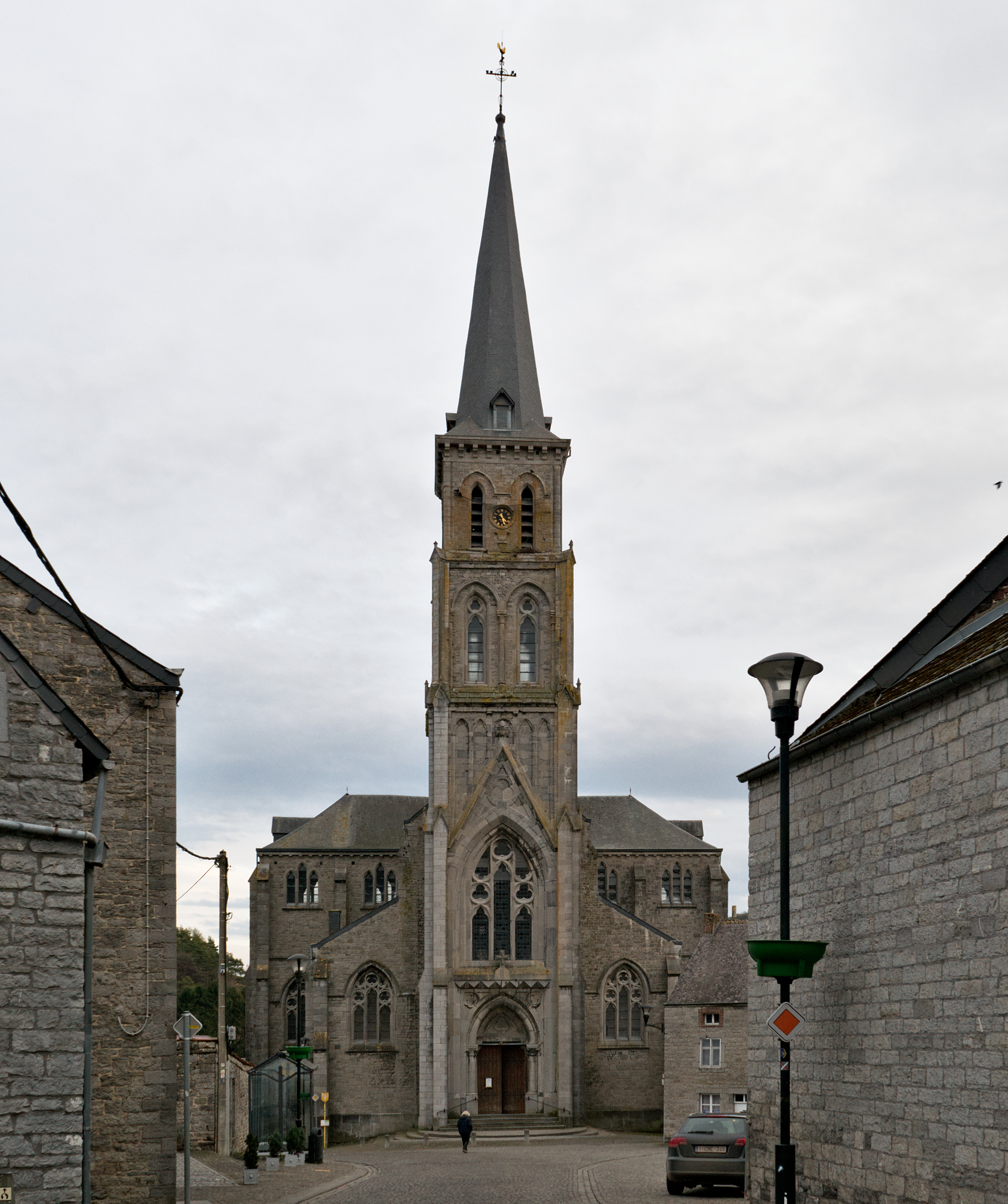
Kirche

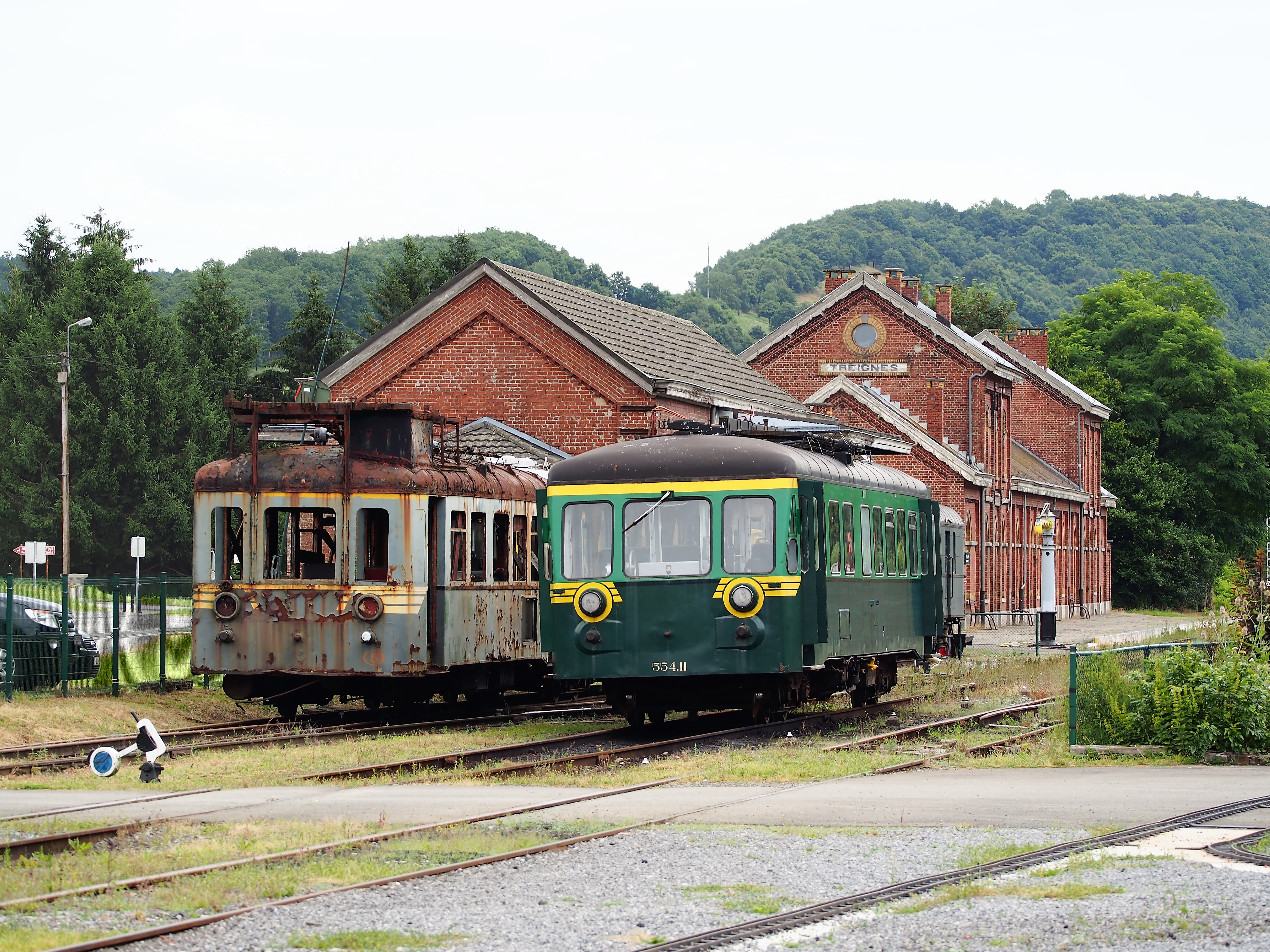
Bahnhof

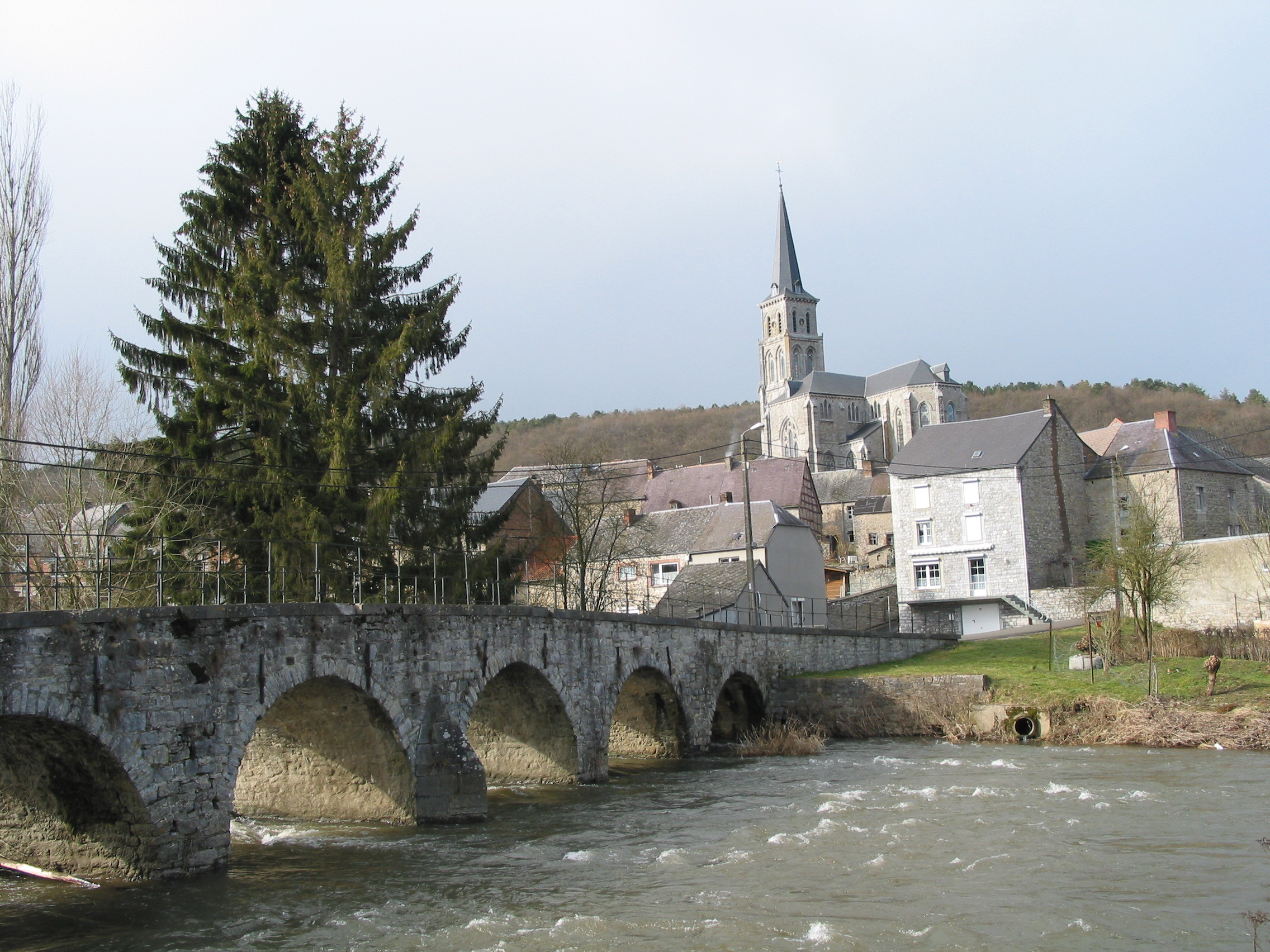
Brücke über den Fluss Viroin

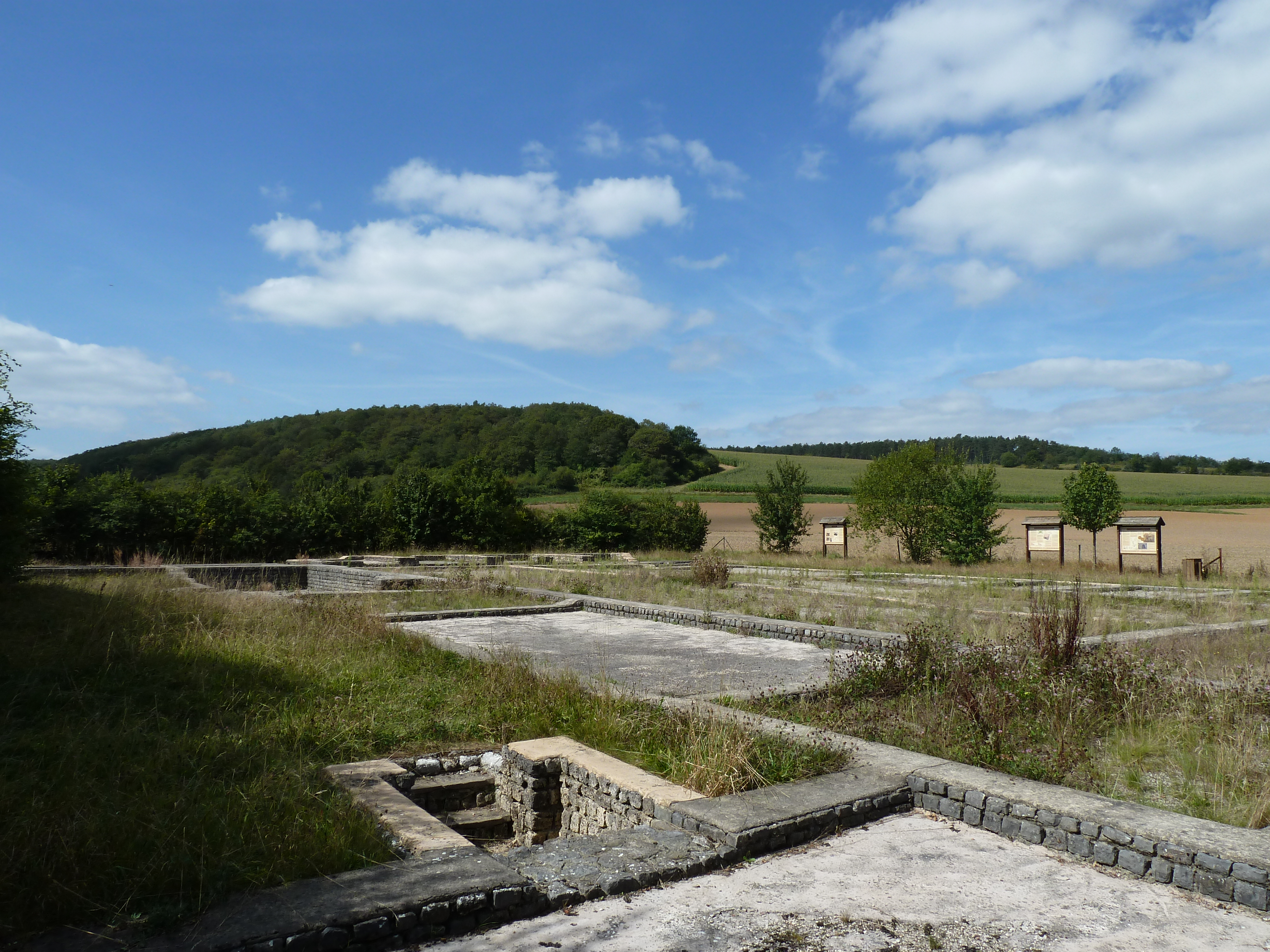
Römische Villa bei des Bruyères (Treignes)

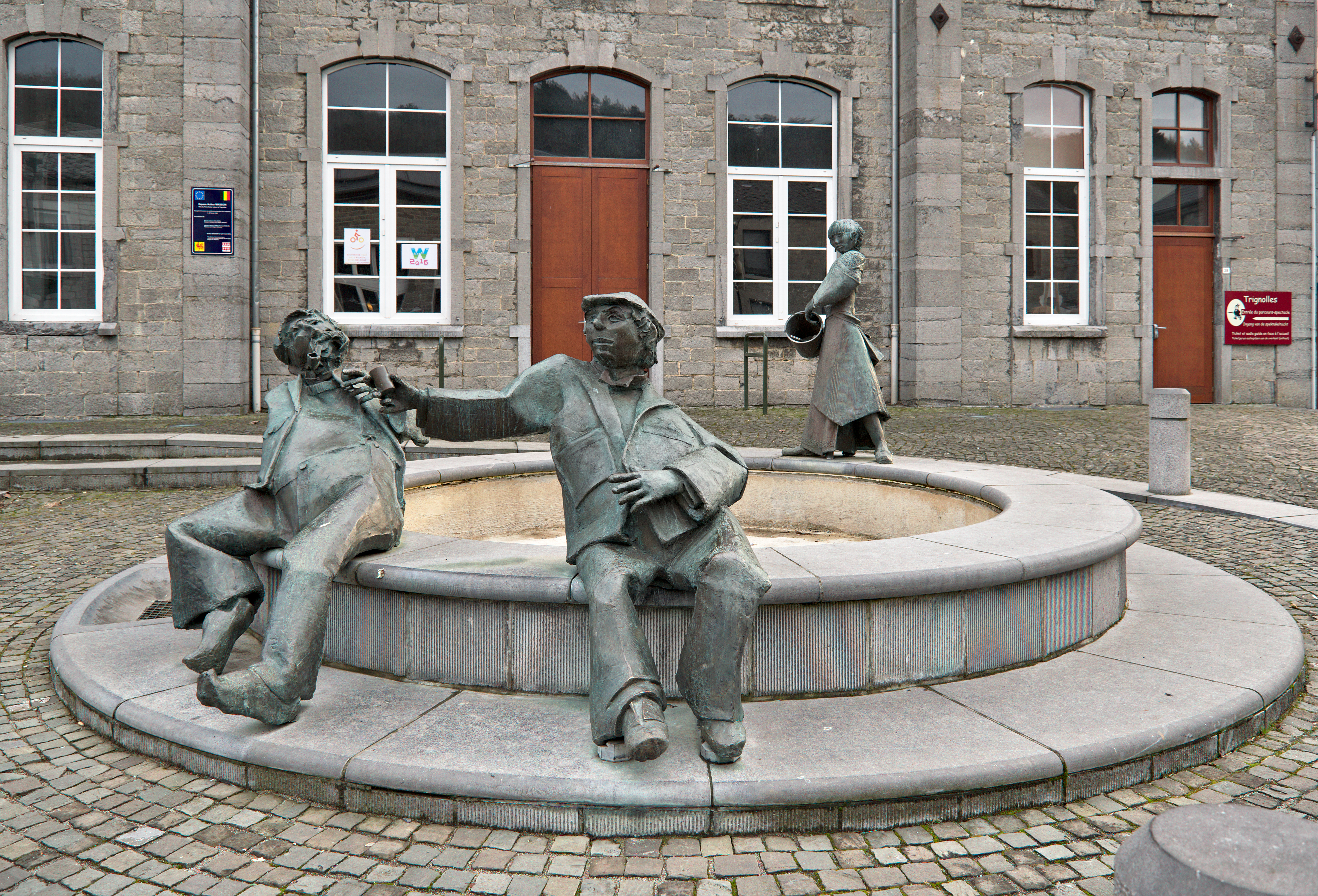
Toinade von Claude Rahir, vor dem Museum l'espace Arthur Masson

Treignes liegt in einer Region mit jahrhundertealter Geschichte. Fruchtbare Böden, Bodenschätze und Waldbewirtschaftung machten die Region seit der Altsteinzeit zu einem attraktiven Lebensraum. Der Fund von Keramiktrümmern und Fliesen aus Südfrankreich belegt die Anwesenheit römischer Eroberer im 2. Jahrhundert. Im Mittelalter kam der Ort unter die Herrschaft des Hochstift Lüttich. Bis zur französischen Revolution gehörte der Ort lange Zeit neben Anderen zum Einflussbereich der Barone von Hamal.
Es folgte die Gründung des Ortes durch die Lehnsherren von Treignes und dem benachbarten – heutigen Weiler – Matignolle im Département Sambre-et-Meuse.

## Gallo-römische Villa des Bruyères
Bei Bodenuntersuchungen am südwestlichen Rand der Ortschaft wurden im Jahre 1979 die Überreste einer gallo-römischen Villa vom Typ Villa Rustica (Plus Code 3MQ7+3J Viroinval, Belgien) entdeckt. Nach einer Dekade der Ausgrabungen ruhte die weitere Restauration und wurde erst Mitte der 1990er Jahre in Zusammenarbeit mit dem Musée du Malgré-Tout wieder aufgenommen. Im weiteren Verlauf zeigte sich, dass sich auf einer Fläche von sechs Hektar wenigstens acht Gebäude befanden. Heute kann das Hauptgebäude (pars urbana) der archäologischen Stätte besichtigt werden.

## Wirtschaft
Über einen langen Zeitraum waren neben der Waldbewirtschaftung die Gewinnung von Eisenerz und der Abbau von Baryt – bergmännisch Schwerspat prägend.
Der Bergbau endete bereits im 19. Jahrhundert. Die Herstellung von Holzkohle endete im Jahre 1944, eine Brauerei gab es bis 1957.
Im Jahre 1854 erreichte die Eisenbahn mit der Strecke von Charleroi ins französische Vireux-Molhain den Ort Treignes und diente auch dem Transport und Export lokaler Güter.

## Tradition
Der Karneval in den Ortsteilen Treignes, Vierves-sur-Viroin und Olloy-sur-Viroin der Gemeinde Viroinval
gehört zum kulturellen Erbe Belgiens. In allen drei Ortsteilen sind die
Feierlichkeiten wenigstens seit dem 19. Jahrhundert bekannt, derjenige in Vierves geht auf das 12. Jahrhundert zurück.

## Museen

### Eisenbahnmuseum
Am alten Bahnhof südöstlich der Ortschaft an der von der Nationalen Gesellschaft der Belgischen Eisenbahnen (NMBS/SNCB) stillgelegten Strecke 132 befindet sich ein großes Eisenbahnmuseum, das Musée du chemin de fer à vapeur. Treignes war einst Durchgangsbahnhof an der Linie von Mariembourg in das französische Vireux-Molhain. Der Personenverkehr der nationalen Eisenbahngesellschaft auf der Strecke endete 1963, der Güterverkehr 1977. Die Züge der Museumseisenbahn Chemin de fer à vapeur des 3 vallées (CFV3V) (Dreitäler-Dampfeisenbahn) befahren das Teilstück von Mariembourg und enden hier diesseits der belgischen Grenze in Treignes. Neben der Werkstatt und einem Museum in Mariembourg hat der ehrenamtliche Verein auch beim Bahnhof Treignes ein weiteres, im Jahre 1994 gegründetes Museum. Auf 4 Gleisen mit einer jeweiligen Gleislänge von 100 Metern sind restaurierte und noch zu restaurierende Lokomotiven und Waggons ausgestellt. Regelmäßig findet in der zweiten Septemberhälfte das Eisenbahnfest Festival Vapeur statt, bei dem mehrere Dampflokomotiven im Einsatz stehen und Gastfahrzeuge zu besichtigen sind.

### Musée du Malgré-Tout
An der Straße N963 unweit des Bahnhofs in der Rue de la Gare gibt es ein Archäologisches Museum mit Fundstücken von der Prähistorie bis zur gallo-römischen Zeit aus der Region zwischen den Flüssen Sambre und Maas. Das Museum wurde 1984 in einem alten Kraftwerk aus den 1920er Jahren eingerichtet. Das Museum und der angegliederte prähistorische Park beherbergt eine Sammlung von Replika und Rekonstruktionen aus der Zeit von vor etwa einer Million bis vor etwa 12.000 Jahren. Die Evolution des Menschen und die Entwicklung seiner Techniken wird praktisch erfahrbar gemacht. Angesiedelt ist hier das Zentrum für Studien und Archäologische Dokumentation (Centre d’étude et de documentation archéologiques, CEDARC), das über eine der umfassendsten archäologischen Bibliotheken in Belgien verfügt.

### FreilichtmuseumEcomusée de la vallée du Viroin
Das Ecomusée von Viroin im Hof des Schloss aus dem 16. Jahrhundert im Zentrum von Treignes dokumentiert Leben, technische Entwicklung landwirtschaftlicher Geräte sowie kulturelle und soziale Veränderungen in der Region zwischen Sambre und Maas vom 18. bis zum 20. Jahrhundert. Unter der Schirmherrschaft der Université libre de Bruxelles (ULB) werden hier ländliches Leben und Umwelt weiterhin erforscht.

### Espace Arthur MassonundEcole d’ Autrefois
Dem französischsprachigen belgischen Schriftsteller Arthur Masson (* 22. Februar 1896 in Rièzes-lez-Chimay; † 28. Juli 1970 in Namur), Doktor der Philosophie und Literaturwissenschaft, ist das Museum Escpace Arthur Masson am westlichen Ortseingang gewidmet. Er studierte in Chimay und an der Katholischen Universität Leuven in Flandern. Anschließend lehrte er an der Athénée Royal de Nivelles. Er schrieb etwa dreißig Romane und Theaterstücke, in denen auch der wallonische Dialekt Einfluss fand. Der fünfteilige Zyklus Toinade um seine Romanfigur Toine Culot beschreibt kurz vor und während des Zweiten Weltkriegs das Leben einer ländlichen wallonischen Familie. Vor dem Museum an der Stelle der alten Wasserpumpe wurde ihm zu Ehren ein Springbrunnen – ein Werk der Brüder Yves und Claude Rahir – geschaffen. Um den Platz liegen die drei alten Schulen von Treignes. In der ehemaligen Jungenschule mit dem AusstellungsparcoursTrignolles spielen die Anekdoten der Figuren der Toinade. Die Mädchenschule mit ihrer Schule anno dazumal (l' Ecole d' Autrefois) wird Schulunterricht wie in den 1930er Jahren erlebbar gemacht.

## Bibliographie
- André Lépine (dir.) et al., « Notes d’histoire sur l’entité de Viroinval (1) », Cahier du Musée de Cerfontaine, no 281, 2004
- André Lépine (dir.) et al., « Notes d’histoire sur l’entité de Viroinval (2) », Cahier du Musée de Cerfontaine, no 377, 2013
- André Lépine, « La ligne 132 en cartes postales anciennes », Cahier du Musée de Cerfontaine, no 500, 1998
- Itinéraire des gares rurales, vol. 4, Société Royale Belge de Géographie et Musée de la vie régionale de Cerfontaine, coll. « Hommes et paysages », 1988 — toujours disponible au musée de cerfontaine, 45 p.
- André Lépine, « État civil du 19e siècle », Cahier du Musée de Cerfontaine, no 465, 2021
- Fondation roi Baudouin, Autour de Treignes, Crédit Communal de Belgique, coll. « Des pierres pour le dire », 1990, 62 p. ISBN 2-87212-028-9.